# Ngô Quốc Cường
Ngô Quốc Cường (sinh năm 1978 tại Sài Gòn) là một đạo diễn phim gốc Việt.

## Tác phẩm
- The Golden Pin (2009)
- The Hitchhiker Project (2009)
- The Cello Tutor (2009)
- Hòn ngọc Viễn Đông - Pearls of the Far East (2011)
- Hương ga (2014)